# Hyacinthe Sèwanou
Hyacinthe Sèwanou (* 5. Oktober 1992 in Logbo) ist ein beninischer Fußballspieler.

## Karriere

### Verein
Sèwanou begann seine Karriere in seiner Heimatstadt Logbo für mit Piments FC. 2008 verließ er seinen Heimatverein Piments FC und wechselte zu ASPAC Cotonou. In der Saison 2009/2010 steuerte er mit seinen acht Toren einen wichtigen Anteil am Gewinn der heimischen Meisterschaft. Er konnte sich mit seinem Verein ASPAC für die CAF Champions League 2011 qualifizieren, scheiterte aber mit dem Verein in der Vorrunde. In der Liga lief es für Séwanou besser und konnte seine Torquote auf 16 verdoppeln.
Am 16. Dezember 2011 verließ er ASPAC und unterschrieb in Frankreich mit dem FC Dieppe.

### Nationalmannschaft
Seit 2009 gehört er zum erweiterten Kader der Nationalmannschaft des Benins und gab sein Debüt im Rahmen des Tournoi de l’UEMOA 2009.